# 魔法少女・オブ・ジ・エンド
『魔法少女・オブ・ジ・エンド』（まほうしょうじょ・オブ・ジ・エンド、Magical Girl of the End）は、佐藤健太郎による日本の漫画作品。『別冊少年チャンピオン』（秋田書店）にて、2012年7月号（創刊号）から2017年9月号まで連載。
単行本巻末にて、事件の関係者と思われる何者かの視点によるシーンが描き下ろしで掲載されている。

## あらすじ
Season 1【第1部】（1巻 - 8巻）
どこにでもいる普通の高校生・児上貴衣は、いつものように登校し昨日と同じ日常を過ごすはずだった。しかし、その日常は一瞬にして血塗れの非日常へと変わった。
撲殺・爆殺・焼殺…突如、学校に乱入してきた魔法少女による虐殺の宴。魔法少女に殺された者もまた魔法少女に変化し、新たな犠牲者を求めて生き残った人間を襲う。貴衣は幼馴染みの福本つくねをはじめとする生存者と共に学校から脱出するが、町は何人もの魔法少女が暴れまわる阿鼻叫喚の地獄と化していた。
Season 2【第2部】（9巻 - 11巻）
時は2030年、巨大製薬会社『ヴァレリーベ』代表取締役社長の息子・白金忍は、父から母が突然死したことを告げられる。突然の母の死に絶望する忍は、父から母を復活させるために不死の薬品を作ってほしいと懇願され、「魔法少女の血」を差し出される。忍は母の死に謎を深めながらも、「魔法少女の血」を使って不死の薬品を作ることを決意。そして、完成した不死の薬品のサンプルを服用した忍に異変が起きてしまう。
そんな中、ある場所では不気味なお面を被る謎の人物が、ある少女を創り出していた。その少女の姿は、後の魔法少女・オブ・ジ・エンド計画の黒幕となる少年・姫路弥そのものであった。そして、後に黒服の仮面と協力関係を持つことになる科学者・殿ヶ谷悠二は、魔法少女に関する古代文献を研究していた。
「魔法少女の血」を利用した不死の薬品開発は、全ての謎と終焉に繋がることになる。
Final Season【最終章】（12巻 - 16巻）
貴衣とつくねが姫路とパペットマスターによって拉致された直後、意識を失った楓達の前に姿を現したのは未来の児上貴衣だった。彼の力を借り、それぞれ武具を手にした楓達は、殿ヶ谷の開発したタイムマシンで魔法少女が襲来した、あの大惨事の日へと戻る。
そして、魔法少女襲来の大惨事が起きた5月20日、貴衣は未来の自分と対面し、楓達は魔法少女達に襲われながらも、それぞれ過去の自分達を救出し、最後の戦いに挑む。

## 登場人物

### 主要人物
児上 貴衣（こがみ きい）
本作の主人公。どこか冷めた性格をした平凡な高校1年生の少年。幼いころは母と共に父からの家庭内暴力に苦しめられ、それが原因で貴衣が小学3年生の時点で母は自殺してしまう。母の死後、窃盗で何度も刑務所に収監された父も獄中で自殺。以後は母方の祖母の家で暮らし、何も無い普通の日常を望みトラブルを避けストレスとは無縁でいるよう心がけて過ごしてきた。疎遠になっていたつくねと和解した後、楓からつくねへのいじめの真相を聞くが信じられず、一度は拒絶してしまう。しかしその後、過去に飛ばされた際につくねの秘密を知ってしまい、つくねへの想いと葛藤の板挟みになる。その最中、黒服の仮面から人間の魂と肉体を引き離す拳銃型のステッキ「セパレイトガン」を託される。
最終章では第1章終盤でつくねと共に姫路とパペットマスターによって未来へと連れさられていたが、未来のつくねに助けられ、復活を遂げたつくねと再会を果たす。つくねや未来のつくねをはじめ、忍・みかの・レイルと共に零世界で血を繋ぎ、儀式を行うことで世界を取り戻すことを選択し、零世界で抗うことを決意。三ヶ月以上も人目につかない山中の洞穴の中で穴蔵生活を送り、不自由な生活に耐えながらもつくねと愛を育み、一夜を共にする。黒呂木から逃亡を図る際に自らを犠牲に“宇宙の記録概念（アカシックレコード）”となり、魔法少女の力を覚醒させたつくねの魔法で黒呂木の保有していた宇宙そのものの記録をミックスさせ、自身の肉体を媒体に新たな宇宙を生み出したことによって、黒呂木を撃破する。
4月2日生まれのおひつじ座。身長168センチメートル。体重49キログラム。O型。東京都出身。趣味はゲーム・バラエティ鑑賞。特技は持久走。好きなものはお笑い番組・映画・ゲーム・カレーライス・スイカ。苦手なものはめんどくさいこと。
未来の児上 貴衣
20年後の未来では富士美小学校で教師を勤めており、楓と同棲している。
姫路とパペットマスターが過去の自分とつくねを拉致して未来へ向かった直後、クロノス・Mの能力で意識を失った楓達の前に姿を現し、彼女達と共にタイムマシンで平行世界を経由して過去の時間軸へと戻り、過去の自分と対面・救出する。バスで学校を脱出し、姫路とパペットマスターを追って未来へと向かう。

福本 つくね（ふくもと つくね）
本作のヒロイン。高校1年生。貴衣の幼馴染みにしてクラスメイトである小柄な少女。引っ込み思案かつ大人しい性格。その名前から倫太郎からは「焼鳥娘」と呼ばれる。昔は貴衣と親しかったが、疎遠になっていた。幼いころに何故か魔法少女たちにそっくりな絵やぬいぐるみを所持していた。
致命傷を受けている状態で、倫太郎の話から自分がこの惨事の原因であり、自身が死ねば魔法少女の存在をなかったことにできると知り、あすかを抑え込んで貴衣に自分を殺すように頼む。「魔法少女が出現しない世界」では、入学式当日に脇見運転していた車に轢かれて死んだことになっているが、後に遺体をある場所の地下（ラボ）に運び出され、母・ことねによってそこに保管される。ことね曰く「つくねの魂は別の場所へ移動している状態」である。
最終章では第1章終盤で貴衣と共に姫路とパペットマスターによって未来へと連れさられていたが、未来の自分に助けられ、貴衣によって転送された魂を取り戻し、復活する。
貴衣や未来の自分をはじめ、忍・みかの・レイルと共に零世界で三ヶ月以上も人目につかない山中の洞穴の中で穴蔵生活を送り、不自由な生活に耐えながらも貴衣と愛を育み、一夜を共にする。しかし零世界の住人に見つかり、逃亡を図る際に記録を吸収し新たに創り変えることができるという強大な魔法を覚醒させ、貴衣の肉体を媒体に新たな宇宙を生み出して黒呂木を撃破し、世界を再創生させる。
5年後に貴衣と瓜二つの息子を持つ一児の母親となり、世界のために犠牲となった貴衣の墓参りに訪れている。
本作はアニメ化されていないが、作者の同作品『魔法少女サイト』のテレビアニメ版第6話「フェイク」で登場する魔法少女の写真の中につくね・楓・みき・夜華・ひかるによく似た人物が一瞬登場している。また、『魔法少女サイト』原作の第2部52話（通算第107話）において、つくねらしき女性が後ろ姿で登場しているが、詳細は不明。
6月6日生まれのふたご座。身長148センチメートル。体重43キログラム。A型。東京都出身。趣味はお絵描き・ピアノ。特技は裁縫・手芸・書道。好きなものは小動物・桃・お昼寝・飲み物全般・甘いもの。苦手なものはスポーツ・虫。
未来の福本 つくね
髪を長く伸ばしており、せせらぎ幼稚園で保母を勤めているが、殿ヶ谷と対面した後に退職してしまう。
儀式の力を恐れ、それに必要な“13の魔法少女の子”が愛すべき相手との間にできた子供に限るゆえに悪魔祓人（エクソシスト）の一人・無六レイルから“終焉黙示録（オブ・ジ・エンド・カタストロフ）”の最後の切れ端を奪った。そのため、貴衣のことを避けるようになっていたが、本心では心の底から愛する彼と結ばれてはならないというジレンマに捕らわれ、己の境遇を呪っていた。
しかし姫路と真壁に脅迫され、魔法少女たちの絵やぬいぐるみの入った箱と一緒に切れ端を渡した。未来の世界で魔法少女達が暴走する中、レイルに助けを求めるものの拒否され、自身が既に覚醒させた瞬間移動の魔法で姫路に連れさられていた過去の自分と貴衣を救った。
あすか
物語のキーパーソンと思われる「もう1人のつくね」。二重人格者風でつくねの体から出没し、魔法少女の出現に深く関わっている。また、魔法少女出現以前には誠一・楓・みきを脅してきた。
その正体はつくねが作り出した人格ではなく、姫路によって植え付けられた人格。最終章では美羽とハナちゃんによって、あすかの人格を取り除かれてしまい、正気に戻ったつくねは貴衣・楓と和解した。

鞘野 楓（さやの かえで）
高校1年生。金髪のロングヘアでヘアピンをつけている女子。みきと共につくねをいじめていた。実は小学生のころから貴衣に好意を抱いており、いつも身に付けてるヘアピンは貴衣からバレンタインのお返しに貰ったもの。
かつてはつくねと仲が良かったが、高校生になったころに突然豹変したつくね（あすか）に「（自分をいじめないと）殺す」と脅され、その直後から自分やみきの身内に悲惨な事件が頻発したため、仕方なくつくねへのいじめを行うようになった。
第2部ではヴァレリーベ新薬研究員・研究室副室長。眼鏡をかけており、ヘアピンで髪を一つに纏めていることが多い。経緯は不明だが、貴衣と同棲している。忍におばさん呼ばわりされてキレるなど、強気な性格は変わらない。
失踪したマリアを助けに向かおうとヴァレリーベへ向かった際、背後から襲ってきた真壁に囚われ、洗脳を受けてしまう。しかし、敵の配下として動くと同時にレジスタンスとなり、殿ヶ谷にクロノス・Mと「セパレイトガン」の精製を依頼、後述の黒服の仮面として活動する。
最終章では未来の貴衣の助けを借りて過去の時間軸へ戻り、美羽・ハナちゃんと共に貴衣達の教室へ駆け付け、なつき・澤田・玉井・1-A担任を救出、共に救出した過去のつくねは美羽があすかを抑えて眠らせ、バスで学校を脱出した後に芦屋・夏川と再会。二人に事情を話す中で芦屋に惨劇の記憶を加え、未来へと向かう。その一方で魔法少女から逃げていた過去の楓はみきと校内を逃亡中、リブに救出される。
7月20日生まれのかに座。身長154センチメートル。体重45キログラム。O型。東京都出身。趣味はカラオケ・音楽鑑賞・お風呂。特技はスノーボード。好きなものはショッピング・洋服・菓子パン・シチュー。苦手なものはコーヒー。
芥 倫太郎（あくた りんたろう）
警察官。通称「ポリ公」。階級は巡査。普段は吉祥寺駅交番勤務。切り揃えた前髪とハイライトのない瞳が特徴で、「一度決めたら曲げない、折れない、立ちっぱなし」がモットー。
警察官でありながら異常なまでの好色家でタガの外れた性格の持ち主であり、魔法少女の襲来によって社会秩序が崩壊したことを契機に、好き放題の行動をしようと考える。女子高生と巨乳が好きらしく、夜華を気に入り「パイパイちゃん」というあだ名で呼び、彼女に執着する。また、つくねも好みのタイプにあたるらしいが、楓やみきには無関心で、自分に好意を向けてくる28歳の美羽のことも「BBA（ババア）に興味ねぇから」と、疎ましく思っている。
言動や品格は下劣そのものだが、頭の回転は速く行動力もあり、目的のために自らを危険に晒すことも躊躇しない決断力を有しているため、物語上において重要な役割を果たすことが多い。
偶然にも魔法少女を殺す方法を発見して魔法少女を単身で打倒し、魔法少女のステッキが人間でも使いこなせることに気付く。病院内でパワーアップしたパラサイト・Mに体を貫かれた際に魔法少女の粒子が体内に混入したことで、魔法少女と同じ回復力と人間離れした身体能力を一時的に身につける。その後、その力を再び手に入れようとする目論見をパペットマスターに目をつけられ、裏で“13の魔法少女の子”についてを聞かされるが、倫太郎自身は裏切ったと見せかけて敵の情報を探っていた。
ショッピングモールでの初登場時、下半身丸出しで裸の女性の近くにいたが、彼がモールについた時点で死亡していたので何もしていないことが番外編で明かされた。また、モラルなし・性欲丸出しなキャラだが実は童貞。
アパートの一室で暮らしているが、整理整頓が苦手で、部屋はゴミや数えきれないほどのアダルトDVDと大人のおもちゃで溢れている状態。
最終章では未来の貴衣の助けを借りて過去の時間軸へ戻り、ハナちゃんによって与えられた強靭的な身体能力でまじかるゾンビを蹴散らし、夜華・あんを救出。過去の倫太郎は堤を見捨てた直後、現代の時間軸の殿ヶ谷・マリアと共に殿ヶ谷とハコに救出された。
現代のつくねの魔法で再創生された5年後の世界では美羽と結婚し、3人の子供（自分と瓜二つな双子の男女と赤子）の父親となるが、蓮と結ばれた夜華に対して未だ執着しており、夜華や魔法少女としての力をなくしたハナちゃんからは「よく結婚できたな」と呆れられていた。
11月11日生まれのさそり座。身長175センチメートル。体重65キログラム。AB型。東京都出身。趣味はDVD鑑賞・ドライブしながら女の子を物色・2ちゃんねる。特技はスポーツ全般・射撃・無限オ●ニー。好きなものは女子高生・巨乳・ラーメン・オムライス・お風呂・トレーニング。苦手なものは家事・ピーマン。
未来の芥 倫太郎
警視庁刑事部捜査第一課・第二強行犯捜査一係警部。変態的嗜好は相変わらずだが宗と交遊関係があり、魔女の捜索を依頼される。
みかのの自宅へ事情聴取へ赴いた際、魔法少女の情報を得たその後、テロリストして指名手配された忍とみかのの居所を探り当て、部下の今木と共に乗り込むも魔女から反撃を受け、みかのと魔女から脅迫を受ける形で忍達に協力することになる。
最終章では今木・魔女と共にヴァレリーベ地下へ潜り込み、エクスプロド・Mに変身したパペットマスターの攻撃で両足を失うも、魔女の力で回復すると同時に過去の自分と対面する。しかし、過去の自分が悪魔との死闘の末に命を落としたことで自身の存在が消滅してしまう。
穴井 美羽（あない みう）
母親とはぐれた小学生の女の子。ショッピングモール内においてパラサイト・Mに目を付けられ、寄生され体を操られてしまう。貴衣たちが魔法少女を倒したため無事解放され、その後は貴衣らと行動を共にしている。
後に病院内でクロノス・Mに遭遇し、20年前に飛ばされてしまう。つくねの死による世界の崩壊で戻るべき世界を失ったその後は、魔法少女襲撃のトラウマを抱えながら過去の世界を1人彷徨い、その世界で成人となる。そのころに生まれたばかりの自身の姿を見て「もう1人の自分を不幸にさせたくない」と誓った後、パラサイト・M（ハナちゃん）と殿ヶ谷と出会い、魔法少女に関して学ぶ。その8年後、貴衣たちと再会を果たす。
病院内での死闘で、圧倒的なパワーでパラサイト・Mを倒した倫太郎を「かみたま（神様）」と呼び崇拝し、恋心を抱いてるが、倫太郎本人には煙たがられている。また、倫太郎に振り向いてもらうためにと夜華と同等の巨乳の持ち主となり、性格も以前と打って変わってハイテンションになっているが、言動が痴女のような有り様で、変態である倫太郎にすら変態扱いされてしまう。また、戦闘能力も身につけ、少々筋肉質な体つきになっており、後述する刀型ステッキを用いた剣技を用いる。共に行動するハナちゃんから「みうみう」と呼ばれている。
所有するステッキは斬る対象の時間を止め、斬った後も一時的に止めることができる日本刀型の「時断刀（じだんとう）」。
最終章では未来の貴衣の助けを借りて過去の時間軸へ戻り、楓・ハナちゃんと共に貴衣達の教室へ駆け付け、過去のつくねを眠らせ、あすかの人格を取り除く。一方で過去の美羽は蓮と共につくねの両親に救出され、はぐれた母親と再会する。
現代のつくねの魔法で再創生された5年後の世界では倫太郎と結婚し、3人の子供の母親となった。
8月24日生まれのおとめ座。身長160センチメートル。体重52キログラム。スリーサイズB95（G）/W53/H89。B型。神奈川県出身。趣味はヨガ。特技は剣術・サーフィン。好きなものは芥倫太郎・からあげ・海水浴。苦手なものは家事・料理・野菜。
姫路 弥（ひめじ わたる）
高校1年生。貴衣やつくねのクラスメイトの男子。聾唖者であり、つくねとは手話を通じて親しい関係。
実は大惨事を引き起こした黒幕で、亜種魔法少女・パペットマスターの生みの親にして、つくねにもうひとつの人格・あすかを植え付けた張本人。魔法少女たちにより引き起こされた惨劇をビデオカメラで密かに撮影していた。
20年後の未来から来た人間で、全ての次元を捻じ曲げ、宇宙を生み出すことさえできるという悪魔の力を手に入れるため、“13子の魔法少女”を集めている。
非常に強力な魔力の持ち主で、瞬間移動やものの時間を動かせる魔法を使うが、その実力は未来の貴衣でさえ、「俺たちが束になっても奴に勝つのは到底不可能」と語るほどの相当なもの。頭を吹き飛ばされても瞬時に再生する（本人曰く「死ねない」）。また、手で触れたスマートフォンや他人（死体でも可能）の口を通じて健常者と同じように会話をすることができる。
最終章では白服の子との戦闘で深手を負うがパペットマスターに救われ、時空間通路（ワームホール）を通じて未来へ帰還。ヴァレリーベ地下でパペットマスターよる人体治癒を受けるが、治癒完了の直前に外部から来た忍・貴衣達によって倒されてしまう。しかし、忍の内に眠っていた悪魔が覚醒してしまうが、黒服の仮面のステッキによって復活する。
その最中で 「人として生まれたかった」ことがただひとつの願いと目的であることを語り、貴衣の言葉で心を開き、共闘戦線を結ぶ。
一方、貴衣とつくねの肉体を奪い去った姫路は、時の祭壇で儀式を実行するが、パペットマスターと共に白金宗（の身体を支配した黒呂木）による妨害を受けてしまう。
第一の「姫路弥」
第2部にて登場した「姫路弥」。真壁によって、生み出された存在。生み出された当初は知能は子供並みかつ感情は多少乏しいものの、複数の猛獣を瞬く間に惨殺するほどのずば抜けた戦闘力の持ち主。また、当初は腰まで届くロングヘアだったが、髪を短く整えられ、「姫路弥」と名付けられた。
当初は「娘」、すなわち少女として誕生したが、魔法少女の血で変貌を遂げた忍に圧倒的な力の差で敗北。忍に倒されたトラウマから再起不能となり、“用済み”として生みの親に始末された。そして、新たに「息子」として生み出された第二の「姫路弥」こそが「魔法少女・オブ・ジ・エンド計画」の黒幕となる存在である。
わたる
現代のつくねの魔法で再創生された世界で、殿ヶ谷とマリアの息子として生まれ変わった姫路。パペットマスターにそっくりなリュックを愛用している。

### 主要人物の家族
福本 誠一（ふくもと せいいち）
つくねの父親。大学病院に務める外科医で、「神の手」と呼ばれるほどの世界的な名医。ポイズンガス・Mの毒ガスで倒れたつくね・夜華・蓮・美羽を助ける。楓・みき同様、つくねのもうひとつの人格・あすかから脅迫を受け、協力させられていた。
第2部では海隣大学病院院長。原因不明の死を遂げた妻を助けてほしいと懇願した宗に妻から採取した「魔法少女の血」を渡した。
最終章では未来の貴衣の助けを借りて過去の時間軸へ戻り、ことねと共にショッピングモールで蓮・美羽・美羽の母親を救出。
その一方で過去の誠一とことねは病院内で夜華と蓮に救出され、誠一は妻が魔法少女であることを知って驚きを隠せなかった。
福本 ことね（ふくもと ことね）
つくねの母親。病院に勤めている。
実は彼女自身と娘のつくねは魔女の血族の1人で、ことね自身は第七世代、つくねは第八世代にあたる。有する能力は治癒力が常人よりも高く、つくね出産後にその能力に目醒めた。
真咲 薫（まさき かおる）
ことねの母親で、つくねの母方の祖母。旧姓は明日乃。魔女の血族の1人で、つくねが産まれる前のある日、娘のことねに魔女の血族の事実を伝えた。ことねによると、幼少期から能力が備わっていたらしい。
真咲 金弥（まさき きんや）
ことねの父親で、つくねの母方の祖父。

貴衣の母親
本名不明。夫の家庭内暴力に苦しめられ、貴衣が小学3年生のころに自殺。
クロノス・Mによって過去に飛ばされた貴衣と出会い、慰めの言葉をかけられたことで未来が変わり、「魔法少女が出現しない世界」では存命で、貴衣と共に祖母の家で暮らしている（夫の消息は不明）。
美羽の母親
本名不明。眼鏡をかけた女性で、美羽とショッピングモールではぐれていた。
第1部では生死不明だったが、最終章ではつくねの両親の助けもあって娘と再会した。

### 高校の生徒・教師
※貴衣・つくね・姫路・なつき・澤田・玉井は1-A、楓・みきは1-C在籍。
半沢 夜華（はんざわ よるか）
高校2年生。髪をツインテールにした巨乳の少女で気風が良い姉御肌。痴漢撃退用にスタンガンを所持している。学校では「夜華様親衛隊」なるファンクラブが存在しており、彼らから「夜華様」と呼ばれているほど、男子から人気を集めている。
中学入学以前は両親と兄の4人家族だったが、父の浮気が原因で離婚。その後は母と2人暮らしを始めるが、母は仕事であまり家にいなかったために寂しさを紛らわそうと、夜の街を1人出歩き、自身に声をかけてくる男たちと遊んできた。
逃走中にアトラクション・Mの魔法で高所から落ちたため、胃にダメージを受ける。その後はつくねの父の病院で治療を受けるものの、パワーアップして襲撃してきたパラサイト・Mに惨殺される。
「魔法少女が出現しない世界」では当初、惨劇の記憶を失っていたが、自身の元に魔法少女が送られたのが元で大惨事の記憶を取り戻し、かつての想い人だった蓮と再会する。
最終章では未来の貴衣の助けを借りて過去の時間軸へ戻り、蓮と共につくねの両親を救出し、病院内でリビングデッド・Mと交戦する。リビングデッド・Mの魔法少女を復活させる力で蓮と共に苦戦を強いられるが、どうにか倒すものの、戦闘中に両足を失ってしまった模様。一方、魔法少女から逃げていた過去の夜華はあんと共に校内を逃亡中、倫太郎に救出される。
現代のつくねの魔法で再創生された5年後の世界で蓮と結婚し、一児の母となった。
7月21日生まれのかに座。身長162センチメートル。体重54キログラム。スリーサイズB102（K）/W56/H90。A型。東京都出身。趣味は料理・睡眠・ダンス。特技は歌・家事・バスケ。好きなものは焼肉・食べ歩き・少女漫画。苦手なものは変態・占い・虫。
乾 なつき（いぬい なつき）
高校1年生。貴衣やつくねのクラスメイトの女子。貴衣には当初好意を抱かれていたが実はなつき自身も入学式で貴衣を見かけて以来、貴衣に一目惚れしていた。エクスプロド・Mに襲われそうになった所を貴衣に助けられ一旦は難を逃れるが、生きていたエクスプロド・Mに顔半分を爆破され、死亡。
「魔法少女が出現しない世界」で貴衣に告白し、貴衣から告白の返事を聞こうとしたところで、そこに割り込んできたリブと彼女の余計な一言でとんでもない誤解をしてしまうが、魔法少女襲撃の記憶の断片を思い出しかける。
最終章ではタイムマシンで過去の時間軸に戻り、駆け付けた楓・美羽・ハナちゃんに救われ、過去の貴衣とつくね・澤田と玉井・1-A担任教師と共に生存する。また、未来で貴衣が婚約していることを知り、相手が誰なのか興味を示す中、貴衣とつくねが幼馴染み同士であることを初めて知る。
現代のつくねの魔法で再創生された5年後の世界では澤田と交際を始め、玉井を驚かせていた。
大月 みき（おおつき みき）
高校1年生。髪をシニヨンにしてまとめている女子で楓の親友。
楓と共につくねをいじめていたが、楓と共につくねのもうひとつの人格・あすかに脅され、仕方なくつくねをいじめていただけだった。倫太郎の銃撃を受け負傷した後、ショッピングモール内に出現したパラサイト・Mに殴殺されてしまう。
最終章では魔法少女襲撃時は楓と共に逃亡し、魔法少女に襲われるが、リブに救出され、リブの導きで校内を脱出。下水道を通じて逃亡していた最中、水を操る魔法少女の襲撃を受けて下水道から脱出するが、直後に影と同化して対象を一刀両断する魔法少女に真っ二つに切り裂かれ、死亡する。
現代のつくねの魔法で再創生された5年後の世界ではスーパーマーケットに務めており、交際相手もいる模様。
2月23日生まれのうお座。身長157センチ。体重45キロ。B型。千葉県出身。趣味はプリクラ・自撮り・音楽番組鑑賞・カラオケ・ブログ。特技はバレー。好きなものは韓流アイドル・K-POP・ファミレス。苦手なものはホラー映画。
澤田（さわだ）、玉井（たまい）
高校1年生。貴衣の友人たち。坊主頭の男子が澤田、糸目の男子が玉井。2人共、エクスプロド・Mに殺害されてしまう。
最終章ではタイムマシンで過去の時間軸に戻り、駆け付けた楓・美羽・ハナちゃんに救われ、過去の貴衣とつくね・なつき・1-A担任教師と共に生存する。また、未来で貴衣が婚約していることを知り、相手が誰なのか興味を示す。
現代のつくねの魔法で再創生された5年後の世界で澤田はなつきと交際を始める一方、玉井は担任の先生と結婚し、澤田となつきを驚愕させた。
吾代（ごだい）
高校3年生。行動力のある熱血漢。彼女がいたが、魔法少女に殺害されている。学校から脱出後、霧の中でカマイタチ・Mに殺害される。
河西（かさい）
高校1年生。伸ばした前髪で片目を隠すようにしている、斜に構えた少年。スマートフォンで外部の情報を探っていた。吾代と共にカマイタチ・Mに殺害される。
景吉 あん（かげよし あん）
夜華の友人。左斜め上（向かって右側）でショートヘアーをワンサイドアップにした小柄な女子。夜華のことは「よる」と呼んでいる。
最終章では魔法少女襲撃時は夜華と共に逃亡し、まじかるゾンビ化した鎌屋達に襲われるが、倫太郎に救われ、過去の貴衣とつくね・なつき・澤田と玉井・1-A担任教師と共に生存する。
鎌屋（かまや）
バスケ部のキャプテン。美男子だがナルシストな性格で、夜華に告白するが一蹴される。魔法少女襲撃時でも懲りずに夜華を口説こうとするが、体液を噴出させる魔法少女に銃殺される。
1-A 担任
本名不明。貴衣とつくね達のクラス担任を務める黒髪の女性。「魔法少女が出現しない世界」では、楓につくねが入学式当日に事故死したことを教えた。
最終章ではタイムマシンで過去の時間軸に戻り、教室に駆けつけた楓・美羽・ハナちゃんに救われ、過去の貴衣とつくねを始めとする1-Aの生徒らと共に生存するが、突然の事態に困惑する。
現代のつくねの魔法で再創生された5年後の世界で生徒であった玉井と結婚し、なつきと澤田を驚愕させた。

### 魔法少女に関わる者たち
黒服の仮面
貴衣たちの行動を監視し、仮面で顔を覆い隠す謎の人物。貴衣を「あたしの旦那」と呼び、後述の白服の子からは「お姉さま」と呼ばれている。病院内でレイザー・Mから攻撃を受けそうになった貴衣を救い、人間の魂と肉体を分離させる拳銃型のステッキ「セパレイトガン」を託す。
つくねの死による世界の崩壊直前で、白服の子と共に裏切り者としてパペットマスターに殺害された。
その正体は真壁に囚われていた鞘野楓。殿ヶ谷に亜種魔法少女の精製方法とDNAサンプルを託し、貴衣との思い出の品であるヘアピンを身に付け、白服の子と共に過去の時代へ向かった。
最終章では過去の時代に向かった直後、未来へ戻ろうとした姫路と遭遇し、白服の子に姫路への迎撃を命じる。パペットマスターとの戦闘で負傷した白服の子を治癒した。その後は一時的に彼女と共に姿を消すが、貴衣達を乗せたヘリコプターに密かに隠れて未来へ来て、過去の自分を救助し、未来の貴衣と再会する。
白服の子 / 弥（わたる）
黒服の仮面と行動を共にする着ぐるみを着た小柄な少女。世界の崩壊直前で、黒服の仮面と共にパペットマスターに殺害された。
その正体は真壁に用済みとして抹殺された「第一の」姫路弥。真壁に囚われた楓に助けを求め、彼女によって新たに生み出された存在。生前の記憶や意識は失ったが、生前の強靭的な身体能力は健在で、姫路を圧倒するもパペットマスターの攻撃で負傷する。
殿ヶ谷 悠二（とのがや ゆうじ）
黒服の仮面と協力関係にある中年の男性。20年後の未来で魔法少女などに関して研究をしている科学者。
20年後の未来において、婚約者のマリアと結婚を前提に同棲しており、彼女から「悠ちゃん」と呼ばれている。しかし、マリアが行方不明になってから楓と共に彼女の行方を追っていたが、楓までも行方不明になった際、貴衣に助けを求める。
最終章では未来の貴衣の助けを借りて過去の時間軸へ戻り、ハコと共に過去の倫太郎及び自分自身とマリアを救出し、過去の自分にマリアを命懸けで守るよう念を押した。
現代のつくねの魔法で再創生された世界でマリアと結婚し、息子のわたるを儲けた。そして、自身が作り上げた機械で妻子や20年後の楓、忍、みかの、魔法少女の力をなくした亜種魔法少女と過去の世界へタイムスリップする。
魔女（まじょ） / 無六 エリス（むろく エリス）
ロングヘアと左目を隠した前髪が特徴の謎めいた美女。姫路から悪魔の力を貸してほしいと要求される。
第2部では誠一によると数世紀に渡り生き永らえる不老不死であり、ことねの祖母が持っていた遺品の写真では彼女と光明が写っている。実は現存するたった一人の魔女にして、みかのの実母であることが明らかになった。
最終章では倫太郎・今木と共にヴァレリーベ地下へ潜り込み、パペットマスターと交戦し、苦戦を強いられるが外部から来た忍・貴衣達の救援で事なきを得た。
無六 レイル（むろく レイル）
悪魔祓人（エクソシスト）の一人にして、みかのの実父。フードがついた純白の服装とロングヘアが特徴の謎めいた男性。
終焉黙示録（オブ・ジ・エンド・カタストロフ）を書き記した張本人であり、20年後の未来において、つくねに助けを求められるも、それを拒否する。
黒呂木 零（くろろぎ れい）
本作における全ての元凶である真の黒幕。生前に意識や記憶をデータ化し他者へと移行させる技術を開発したことで自由に他者の身体に自身の意識を持ち込めるようになり、忍の母と白金宗の身体を影で支配し、真壁を操っていた。
“13の魔法少女の子”を集め、時の祭壇で儀式を実行する姫路とパペットマスターの前に白金宗の姿で現れて儀式を乗っ取り、零世界を創生させるが、儀式に必要とされるパワーが足りなかったために上空に小さな裂け目が生じ、魔法少女の力を覚醒させた現代のつくねの魔法と貴衣の犠牲によって零世界と共に消滅した。
光明（こうめい）
魔女・無六エリスの夫で、黒呂木の仮の姿のひとつ。

#### 第九世代の魔法少女
いずれも姫路とパペットマスターによって拉致されてしまった少女たち。
理子（りこ）
両親と幸せに暮らしていたが、姫路に最初に拉致された魔法少女の1人。
菜々江（ななえ）
小学生。姫路に両親を惨殺されたショックから『ウィルスを生み出す魔法』を覚醒させたが、拉致された。また、母親も魔法が使えるが、姫路曰く「たいした魔法じゃない」。
道影 沙由香（みちかげ さゆか）
眼鏡と三つ編み、左目の泣きぼくろが特徴でセーラー服を着た少女。自身が死なない限り永久に凍結し続ける『永久凍結』の能力を持つ魔法少女。
下校時にパペットマスターに襲われ、自身の能力で圧倒するも、背後から姫路の強襲を受けてしまい、パペットマスターにも歯が立たず、拉致されてしまう。

### その他の人物
久代 蓮（くしろ れん）
就職活動中の大学生。所属は医学部。夜華とは親密な関係になっていたが、サークルカット・Mから身を挺して夜華を守り、絶命。
「魔法少女が出現しない世界」では当初、惨劇の記憶を失っていたが、夜華と再会して記憶を取り戻した。
最終章では未来の貴衣の助けを借りて過去の時間軸へ戻り、夜華と共につくねの両親を救出し、病院内でリビングデッド・Mと交戦。その一方で過去の蓮は美羽と共につくねの両親に救出されたが、豆を撒いて人間を殺害する魔法少女の襲撃を受けて片足を負傷したところを誠一に救出される。
現代のつくねの魔法で再創生された5年後の世界で夜華と結婚して一児の父となり、誠一が院長を務める病院の医師として務めている。
5月3日生まれのおうし座。身長182センチメートル。体重62キログラム。AB型。北海道出身。趣味は睡眠・ギター・カメラ・廃墟巡り。特技はテコンドー・バスケ・ビリヤード。好きなものはタピオカ・旅行・コーヒー。苦手なものは就職活動・パクチー。
梅村 ひかる（うめむら ひかる）
貴衣が過去に飛ばされた際に出会った漫画家志望の女性。2002年時点で24歳。
最終章では現代のつくねの魔法で再創生された5年後の世界で、多くのファンを魅了する人気漫画家として注目を集めている。
芦屋（あしや）
無精ひげを生やした男性の自衛官。出産直後に妻が亡くなり、息子と2人暮らし。夏川に惚れている。過去から帰還した直後に魔法少女たちの襲撃を受けた貴衣たちを救助し、彼らの話を聞いてつくねたちがいるはずの病院に向かうが、そこで遭遇したリビングデッド・Mに殺害される。
最終章では過去の時間軸へ戻ってきた楓と接触したことで惨劇の記憶が加わり、楓や夏川、貴衣達と共に未来へと向かう。
現代のつくねの魔法で再創生された世界で夏川と結婚した。
夏川（なつかわ）
女性自衛官。芦屋と行動を共にする。大学病院での戦闘中に芦屋に想いを伝えるが、その直後リビングデッド・Mに殺害される。
最終章では芦屋と共に楓や夏川、貴衣達と未来へと向かう。
現代のつくねの魔法で再創生された世界で芦屋と結婚した。
堤（つつみ）
警察官。倫太郎の上司で、「堤パイセン」と呼ばれている。普段は倫太郎と共に交番勤務をしているが、彼の異常な好色ぶりにはつくづく呆れている。よくカップラーメンを食べている。
魔法少女襲撃時は倫太郎と行動を共にしていたが、その途中で蝋を操る魔法少女に拘束され、倫太郎に銃を奪われ見捨てられてしまい、衝撃波を放つ魔法少女の攻撃で死亡。

### 2030年の世界の人々
白金 忍（しろがね しのぶ）
第2部の主人公。高校1年生。巨大製薬会社『ヴァレリーベ』社長を父に持つ、人並外れた天才的な頭脳の持ち主。
原因不明の死を遂げた母親を蘇らせてほしいと父から懇願されると同時に「魔法少女の血」を渡される。完成した不死の薬品のサンプルを自らに投与したが、異形の姿に変貌を遂げて暴走し、強靭的なパワー（悪魔の力）で姫路を圧倒する。自我を完全に支配されそうになったその時、マリアの力によって元の姿に戻ることができた。事件から数ヵ月後、自身の暴走によってその場に居合わせていたみかのと共に指名手配犯になってしまい、彼女と二人で魔女の元に身を寄せることになる。
一時はマリアが真壁に囚われたこともあって悪魔の力を制御できず、不安定な状態だったが、（第二の）姫路がマリアの力を手にしたことによって力を制御できるようになる。
最終章ではみかのと共に未来の世界で暴走する魔法少女達から街の人々を救出していく中、過去から来た貴衣達と出会い、ヴァレリーベ地下へと潜り込み、治癒完了の直前の姫路を倒すことに成功する。しかし自分の中で眠っていた悪魔が復活、覚醒をしてしまうが、イコンを通じて悪魔に寄生したハナちゃんによって救われる。
花飼 みかの（はなかい みかの）/ 無六 みかの（むろく みかの）
高校1年生。忍とは自宅が隣同士の幼馴染み。気の強い性格で、幼いころは気弱でいじめられっ子だった忍をいじめっ子からよく助けていた。
実は爆発を操る能力を持つ魔法少女にして、魔法少女の血族とは別のもうひとつの血筋である、魔女・無六エリスと悪魔祓人（エクソシスト）・無六レイルの実の娘。
最終章では忍と共に未来の世界で暴走する魔法少女達から街の人々を救出していく中、まじかるゾンビに襲われそうになったるるを助け、再会する。
飛切 るる（とびきり るる）
高校1年生。みかのの友達。天真爛漫な性格で、学校帰りの寄り道が好き。忍のことを心配して気遣うみかのを度々冷やかしている。
魔法少女の血で変貌を遂げ、暴走した忍がみかのと共にテロリストとして指名手配された時は二人の身を案じていた。
最終章ではまじかるゾンビに追われていたところをみかのに救われ、再会する。

#### ヴァレリーベ
白金 宗（しろがね そう）
忍の父親。巨大製薬会社『ヴァレリーベ』代表取締役社長。息子に原因不明の死を遂げた妻（忍の母親）を蘇らせてほしいと依頼し、「魔法少女の血」を差し出すが、後に何者かの手によって殺害されてしまう。
しかし実際は黒呂木によって身体を支配され、遠隔操作で真壁を操り、姫路を生み出した。
安倍乃 マリア（あべの マリア）
ヴァレリーベ新薬研究員・研究室室長。おっとりした性格の女性で、殿ヶ谷とは結婚を前提に同棲している婚約者同士。
実はものの時を自在に操る能力を持つ魔法少女であり、真壁に囚われ、その能力の核を生み出された直後の（第二の）姫路に移されてしまう。真壁が姫路に惨殺されたその後、後述のパペットマスターとして動くことになる。
最終章では現代のつくねの魔法で再創生された世界でマリアとして復活を果たした末、殿ヶ谷と結婚し、息子のわたるを儲けた。
泉巳 麗香（いずみ れいか）
社長秘書を務める女性。
中島 あきら（なかじま あきら）
ヴァレリーベ新薬研究員を務める女性。
真壁 敬人（まかべ けいと）
ヴァレリーベ新薬研究員を務める男性。
その正体は姫路を生み出した張本人で、正体を隠す際はパペットマスターと同じ仮面を被って素顔を隠している。なお、真壁敬人は本名ではないらしい。
普段は温厚な性格だが、人の命を何とも思わない残虐な本性の持ち主であるマッドサイエンティスト。マリアを含めた数名の女性職員を拉致し、ヴァレリーベの地下研究所で非合法な人体実験を繰り返している。姫路と共に貴衣を人質につくねから“終焉黙示録（オブ・ジ・エンド・カタストロフ）”の切れ端を回収し、“13子の魔法少女”回収を目論むが、突如裏切った姫路に惨殺される。
しかし実際は黒呂木に支配された宗による遠隔操作で操られていただけに過ぎなかった。

#### その他の人物
今木 能利（いまき のうり）
警視庁刑事部捜査第一課・第二強行犯捜査一係巡査部長。倫太郎の部下にあたり、彼と行動を共にすることが多い。
最終章では倫太郎・魔女と共にヴァレリーベ地下へ潜り込み、ポイズンガス・Mに変身したパペットマスターの毒ガスで倒れるも、魔女の力で一命を取り留める。
忍の母親
本名不明。原因不明の死を遂げてしまう。
実は悪魔祓人（エクソシスト）の一人であり、黒呂木に殺され、身体を支配されていた。
花飼 十一郎（はなかい じゅういちろう）
みかのの父親。至って普通のサラリーマンで、妻（みかのの母親）がある日を境に失踪し、娘が行方不明になったことを倫太郎から知らされた時は娘の身を案じていた。しかし、みかのが指名手配されたショックから、自宅で首吊り自殺を図る。
実はみかのの実父ではなく、偽装の父親であって、直接的な血縁関係はない。

## 魔法少女

### 魔女の血族
かつて、ある人間が悪魔と契りを交わしたことによって生まれた子供が不思議な力を持った。周囲の人々はその子供を“魔女”と呼んで気味悪がり、時代（とき）の権力者によって魔女は処刑の対象とされ、魔女狩りが行われる。魔女たちは逃亡するが、魔女と疑わしき者たちは次々迫害され、虐殺されていく。逃げた魔女の1人が男と恋に落ちて結ばれ、やがて女の子が産まれるが、その女の子も魔女の血が流れているために不思議な力が備わっており、魔女と人間の子であるこの女の子を、2人は“魔法少女”と呼んだ。
魔法少女は子を成し、魔女の血族はその後も途切れることなく代々繁栄していった。魔法少女と人間の間に産まれる子供は必ず女性であり、魔女の力を受け継いだ魔法少女として産まれる。ただし、同じ血族でも能力の種類は異なり、能力は後天的に発現するもので、発生時期にも個人差がある。
現存している血族の家系は“13”存在し、ことねは第七世代、娘のつくねはその次の第八世代にあたる。さらにその次代である第九世代の魔法少女は、敵の目的によってその中の10人が行方を眩ましている。

### 亜種魔法少女
通称「オルタナティブ・マジカル」。
遥か上空から開いた時空間通路（ワームホール）から、突如として出現した不思議な力を使う謎の少女たち。それぞれが個性的な魔法を使い、必ず「まじかるー」と発言する（言い方はそれぞれの亜種魔法少女によって異なる）。また、亜種魔法少女の名前の後につくMは、基本的に「マジカル」と読む。
様々な手段で多くの人間を虐殺するが、その目的は不明。倫太郎の尋問により、20年後の未来から来たこと、その創生に未来のつくねの体が関わっていることが明かされた。
その正体は魔法少女の血で生成され、破壊と殺戮を目的として作られた未来兵器。「魔法少女が出現しない世界」では、美羽と殿ヶ谷によって、新たに作られた亜種魔法少女たちは貴衣たちの仲間として動き、知能と意思疏通能力を与えられた。しかし味覚や満腹中枢などは持ち合わせておらず、何も食べなくても生きられるらしい。
亜種魔法少女たちの外見のデザインは、姫路がつくねから奪った箱に入っていた絵やぬいぐるみが元になっている。
魔法はそれぞれが手に持つステッキにより行われており、そのほとんどが直接的・間接的に致命傷を与える能力を持つ（例外としてパラサイト・Mなどがいる）。ステッキを所持している間はどれだけダメージを負っても再生してしまうが、ステッキを壊されると粉々になって消滅する。
最終章では満身創痍の姫路を連れて未来へ戻ったパペットマスターが時空間通路（ワームホール）を閉じていくことで、一部の亜種魔法少女達は過去の時代へ送られず、20年後の世界で次々と人間達を虐殺していく。
しかし黒呂木零が創生した零世界では、魔法少女と共に亜種魔法少女の存在も消滅してしまったが、現代のつくねの魔法によって再創生された世界で復活を果たし、魔法は使えなくなってしまったが、一人の人間として生きている。

#### まじかるゾンビ
亜種魔法少女に殺害され、黒いドレスを着飾った魔法少女として蘇った者たち（ただし、まじかるゾンビと化す者は“魔法（ステッキ）で殺された”者だけであり、パラサイト・Mの格闘術による攻撃や魔法少女の攻撃で頭部や上半身を失った一部の者は例外）。オリジナルの亜種魔法少女同様、「まじかるー」と発言する。
驚異的な身体能力で生存者を惨殺していくが、オリジナルの亜種魔法少女とは違ってステッキが無いので魔法は使えず、再生能力も持っていないため、頭などに致命的な物理攻撃を加えれば倒せる。

### 作中に登場した亜種魔法少女
エクスプロド・M / リブ
爆発を操る魔法少女。ゴスロリ風の衣装で頭と胸元に大きなリボンをつけ、髪はツインテールになっている。目は大きくて丸く、ほとんどが白目だが上の方にごく小さな瞳がある。掠れた吹き出しと文字で「まじかるー」と喋る。ステッキは傘の柄に円柱形のダイナマイトのようなものが付き、そしてその先に黒い球体が付いたデザイン。杖が触れた物を爆発させる。
物語序盤で倒されたがリビングデッド・Mの力により再び貴衣たちの前に姿を現し、パワーアップを施された後にはステッキで直接触れなくとも対象を爆破できるようになっていた。
「魔法少女が出現しない世界」では知能を与えられ、貴衣の護衛についた。常に落ち着いた態度を取る冷静な性格だが、貴衣となつきの間に横入りしてとんでもない誤解を招くなど、空気の読めないところがある。
最終章では接触した者を切断する魔法少女から、楓とみきを救出。過去と未来の楓の存在する時間が近すぎるため、貴衣たちとは合流せず別行動をとる。
フレイムドッグ・M / アニ
火炎を吐く犬を操る魔法少女。「まじかるウウウウ」と叫ぶ。猫耳のついたフードをかぶり、後ろ髪を2本の三つ編みのお下げにして横縞模様のストッキングを穿き、鬼のような恐ろしい顔をしている。ステッキはリードに繋がれた小型犬のようなデザインで、犬も鬼のような顔をしており、パワーアップを施された後は怪物を思わせるより凶悪な姿に変貌した。
最終章ではロロとココに襲いかかるが太刀打ち出来ず、ココによって吹き飛ばされ高層ビルに激突した。
カマイタチ・M
霧の中に潜み、かまいたちで攻撃する魔法少女。黒いフキダシに「まじかるー♪」と喋る。見た目は頭部のみの不気味な笑顔で、その口の中には巨大な目がある。ステッキは不明。貴衣たちが校舎を脱出した後、遭遇した霧の中に潜んでいた。貴衣たちと共に校舎を脱出した吾代と河西を霧の中で首を切断し、殺害した。
アトラクション・M / ロロ
引力を操る魔法少女。丸っこい文字で「まじかるー♥」と喋る。おかっぱのような髪型で手が隠れる幅広の袖の服を着ており、頭の左右にリボンとハート形の飾りがある。ステッキは細い棒の先にハート型の物が付いたデザイン。強力な引力で生存者をビルの屋上まで引き寄せ、能力を解除して転落死させていた。倫太郎を引き寄せて殺害を試みたが、反撃されステッキを奪われてしまった。
「魔法少女が出現しない世界」では知能を与えられ、レパルション・Mと共に楓の護衛についた。おっとりした性格で、女の子らしい口調で喋る。
レパルション・M/ ココ
斥力を操る魔法少女。丸っこい文字で「まじかるー（下向きの）♥」と喋る。ステッキは細い棒の先に下を向いたハート型の物が付いたデザイン。頭と衣装にあしらわれているハートも杖同様、アトラクション・Mと逆向きになっている。倫太郎がアトラクション・Mからステッキを奪った後に、彼女の力で遥か彼方へ飛ばされてしまう。
「魔法少女が出現しない世界」では知能を与えられ、アトラクション・Mと共に楓の護衛についた。少しツンケンとした性格で、アトラクション・Mとの会話によると、自身が姉にあたる。
パラサイト・M / ハナちゃん
人体に寄生して支配する魔法少女。世界崩壊前の亜種魔法少女の中で唯一自我を持っている。性格は荒く、男っぽい口調で喋ることも多い。人間に寄生すると、その人間の頭上につぶらな目をした頭部が乗ったような外見となる。ステッキは畳んだ状態の傘に似たメカニカルな形状。後述の能力により間接的に脳を有するので、他の魔法少女と違って人語による意思疎通能力を有する。人間の脳に寄生して身体能力を限界まで引き出し、それを駆使した格闘術で攻撃してくる。本体は虫のように小型でバルーンスカートのドレスを着ており、主に人間の口から侵入する。
初めは楓に寄生していたが、楓は上記の理由から寄生してはいけない対象だったためショッピングモールに侵入した後に楓から美羽に移動し、モール内の生存者を虐殺した。一度は貴衣たちに倒され、自身を蚊と勘違いした倫太郎に潰されたためにステッキが壊れ消滅したがリビングデッド・Mの力により復活し、寄生した人間の力を限界以上に引き出すパワーアップも施される。病院内で夜華を殺害、それに激昂した倫太郎も殺害するが、その際に魔法少女の粒子が混入して復活した倫太郎に敗れ、拷問を受ける羽目になった。
世界崩壊直前に黒服の仮面・白服の子と共に殿ヶ谷に助けられ、彼に対する恩義から「魔法少女が出現しない世界」では美羽と行動を共にし、パペットマスターの襲撃を受ける貴衣たちを救った。しかし本人は「みうみう（美羽）のため」と語っており、過去の一件から倫太郎に対しては未だに強い殺意と憎悪を抱いているため、彼を嫌っているものの美羽と共に倫太郎の護衛についた。
パペットマスター
全ての魔法少女のあらゆる姿と能力を利用できる力を持つ者。赤い丸ほっぺのお面で素顔を隠し、髪とマントの色は左右で白と黒に分かれている（配色はそれぞれ逆）。殿ヶ谷から「お面の者」と呼ばれている。また、パラサイト・M同様、人語による意思疎通能力を有する。
姫路によって創られた魔法少女で、オリジナルの他にも無数のコピー体が存在する。常に姫路と行動を共にしているが、未だ多くの謎に包まれている。
その正体は真壁に囚われていた安倍乃マリア。真壁によって魔力の「核（コア）」を姫路に移植された後、マリアとしての記憶を全て抹消され、洗脳を施された。
被っているお面は真壁が正体を隠す際に被っていた仮面に姫路が頬のマークを入れて、新たに作ったもの。
最終章では姫路を倒した白服の子の前に現れ彼女を圧倒し、満身創痍の姫路を抱え、時空間通路（ワームホール）を通じて未来へ帰還。ヴァレリーベの地下研究所に突入した魔女と交戦。全ての魔法少女の力を操る能力で魔女を圧倒し、倫太郎（20年後）・今木も苦しめるが、地下研究所に突入した貴衣達によって形勢逆転し、セパレイトガンで倒される。しかし同時に殿ヶ谷達にパペットマスターの正体がマリアであることが知られることになる。
クロノス・M
ステッキからの光線を当てたものを過去に飛ばす魔法少女。「まじかるー…」と喋る。頭にヘッドホンのような物をつけ、丈の短いワンピースを着ており、背中に小さな翼がある。また、顔立ちは魔法少女の血で変貌した忍とよく似ている。ステッキは小さな星形のパーツのついたSF風の大型光線銃。破壊されると過去に飛ばされた人間は現代に戻る。
貴衣・楓・倫太郎・姫路を10年前の過去へ飛ばし、一時は黒服の仮面によって倒され消滅するが、リビングデッド・Mの力により復活。パワーアップを施されたことで過去へ飛ばす年数が10年上乗せされ、病院内で遭遇した美羽を20年前に飛ばした。
本来とは別の目的を持って、殿ヶ谷が作り出した特殊な亜種魔法少女であり、未来の貴衣を過去へ送ったのも、パワーアップを施されたクロノス・Mの魔法によるもの。
スモーラージ・M
巨大化する魔法少女。下向きの文字で「まじかるー。」と喋る。上下が逆向きになった頭部を持ち、ベレー帽をかぶっている。髪は黒のツインテールでジャンパースカートを穿き、ステッキは万年筆を縮めたようなデザインで、スケッチブックを小脇に抱えている。声で攻撃することもでき、叫んで貴衣たちが潜んでいたショッピングモールを破壊している。自衛隊が戦闘ヘリで攻撃を仕掛けたが撃墜された。
ポイズンガス・M
毒ガスを操る魔法少女。「まじかるーw」と笑う。黒い麦わら帽子のような帽子をかぶり、髪の色は左右で白と黒に分かれ左右の前髪を三つ編みのお下げにしている。顔の肌の色も左右で白と黒に分かれ（配色は髪と逆）、病んだ笑顔をしている。上半身は包帯で覆われ、足首までの丈のバルーンスカートを穿く。ステッキは腰についたタンクとホースでつながっており、その先にいくつかの丸い突起が付いたハート形のパーツがあり、その先端に射出口と思われる物が2つ付いたデザイン。
テリトリー・M
領域内の人間の足止めをする能力を持つ魔法少女。「まじかるーっ」と喋る。
テリトリー・Mを中心に円形の波紋が広がり、その中に入った人間を足止めする。無理やりに動こうとした人間は四肢が千切れることがある。ステッキは傘の形で、小さめのシルクハットをかぶった貴婦人のような外見。
エクスチェンジ・M
人体をバラバラにして、それぞれのパーツをでたらめに付け替える魔法少女。「まじかる〜」と喋る。看護婦のような衣装で丸い眼鏡をかけ、後ろ髪を2本の三つ編みのお下げにしている。ステッキは手元が木の根っこのようになっていて、先は5股に分かれたうちわのような形でそれぞれに黒い点が3つ付いているデザイン。
スキンショット・M
人体の皮を一瞬にして剥ぎ取る魔法少女。ドットの様な吹き出しと文字で「まじかるー↑」と喋る。おかっぱ頭でゲームのデフォルメキャラのような姿をしており、パワーアップを施された時はデフォルメキャラがそのまま8頭身になった姿をしている。ステッキは銃のようなデザイン。
「魔法少女が出現しない世界」では、夜華の元に送り込まれた亜種魔法少女の一体。
クラッシュ・M
光線に触れたものを粉々に砕く魔法少女。おしゃれな雰囲気で「まじかるー？」と喋る。ステッキは細長い円錐（指揮棒）のようなデザイン。「きらきら」という効果音と共に光線のような物を出し、触れた人の上半身を消滅させている。
ニードル・M
一瞬にして無数の棘を発生させ串刺しにする魔法少女。吹き出しの中一杯に「まじかる」と連呼する。ステッキはタンポポのようなデザインで腰の辺りに付いている。四つん這いで移動する。
ブラックホール・M
ブラックホールを放つ魔法少女。ステッキの先端から全てを吸収し、塵と化す巨大なブラックホールを放つ。掠れた吹き出しとおしゃれな文字で「まじかるー☆」と喋る。髪は頭頂部に星マークをつけた金髪のロングヘアに、大きな薔薇の飾りをつけている。口元を隠した青いバンダナに星マークのついた服とフリルのついたストライプのスカートが特徴で、魔法を放つ時はピラニアのような歯を見せながら不気味に笑う。ステッキは先端が小さな円盤状になっており、棒が茨のようなデザインをしたもの。
ザ・ハンズ・M
対象の空間を手の中に再現し、握り潰された空間（直径1キロメートルまで可能）は実際の空間にも影響を及ぼす魔法少女。髪全体に絆創膏を貼り、左目には絆創膏のついた眼帯をつけている。
本編では未登場だが、パペットマスターはこの亜種魔法少女に変身して黒服の仮面と白服の子を殺害した。

衝撃波を放つ魔法少女
ステッキから衝撃波を放ち、一瞬にして顔や人体を円状に打ち抜く。太い文字で「まじかるぅー」と喋る。頭に大きな黒いリボンをつけ、髪は金髪のツインテール。太い眉で、目はエクスプロド・Mと同じく大きく丸いが、彼女と反対にほとんどが黒目でピンク色の小さな瞳があり、右膝には絆創膏を貼っている。ステッキは紐に小さな星がついたクラッカー。
蝋で相手を拘束する魔法少女
ステッキの先端部から出す特殊な蝋で相手を固めて動きを封じる。サンタクロースのような姿で「まじかる…………」と喋る。髪はおかっぱ頭で口を開けながら居眠りをしている。ステッキは蝋燭。

#### 病院内に出現した亜種魔法少女
リビングデッド・M
死んだ亜種魔法少女を生き返らせる魔法少女。掠れたフキダシと小さな文字で「まじかるー」と喋る。縦ロールの髪と中世のドレスのような衣装で6本の腕を持ち、そのうち4本の腕でそれぞれ持つ4つの短い斧のような形状のステッキから魔法少女を召喚する。また残り2本の腕には、先端にヒトデのような形状の物がついた長いステッキを持つ。飛来する銃弾をステッキで弾き、無効化するなど物理的な戦闘能力も高い。ヒトデのような形状のステッキから放たれる光線を魔法少女に浴びせることで、以前よりパワーアップさせることも可能。
病院内でこれまで倒された亜種魔法少女たちを復活させ、生存者の救出に向かった芦屋と夏川を殺害する。しかし、パラサイト・Mとの死闘で魔法少女の強靭的な身体能力を得た倫太郎に襲いかかるも、5つのステッキ全てを破壊され、蹴りによって病院の屋外にまで吹き飛ばされ敗北する。
最終章では病院内で夜華・蓮と交戦し、魔法少女達を次々と復活させることで二人を苦戦させるが、最終的にはステッキを破壊され倒された。
スクエア・M / ハコ
人体を45センチメートル四方の箱形に凝縮する魔法少女。細目で赤い丸ほっぺが特徴の顔つきかつ、丸々としたぬいぐるみのような体型で、水玉模様のスカートを履いている。パワーアップを施された時はシザーズ・Mと同じく、手足にマネキン人形のような関節がある。ステッキは無数の穴のあいた玉のようなデザイン。
「魔法少女が出現しない世界」では知能を与えられ、つくねの両親の護衛についた。関西弁口調かつ好戦的で気性の荒い性格をしている。
最終章では、殿ヶ谷と行動を共にして過去の倫太郎・殿ヶ谷・マリアを救助し、未来へ向かった殿ヶ谷に代わり、三人の護衛につく。
リバーサル・M
攻撃を受けるとそのままそっくり相手に返す魔法少女。フキダシを4つ使って「ま」「じ」「か」「るー」と喋る。ロングヘアに角のような髪型でヘアバンドをつけている。八重歯と糸目が特徴でワンピースを着ている。ステッキはリモコンのようなデザイン。
アビス・M
床に落とし穴を作り出し、落とした人間を骨だけにする魔法少女。最後の「るー」を長く伸ばして「まじかるー」と喋る。黒髪と麻呂眉に日本の舞踏家を思わせる姿をしており、パワーアップを施された時は髪型が三つ編みになっている。ステッキは扇子のようなデザイン。
「魔法少女が出現しない世界」では、夜華の元に送り込まれた亜種魔法少女の一体。
ミキサー・M
吸い込んで殺害する魔法少女。「魔慈華流ー」と喋る。丸顔で宙に浮いた市松人形のような姿をしている。ステッキは筒状で、口の中にある。
「魔法少女が出現しない世界」では、夜華の元に送り込まれた亜種魔法少女の一体。
アシッド・M
溶解液を操る魔法少女。「ま・じ・か・るー」と喋る。一般的な魔法少女のイメージに近い可愛らしい外見で両目が「＞＜」になっており、ステッキは先端がラッパ状になっているデザイン。
シザーズ・M
人体を切り取る魔法少女。「まじかるー#」と喋る。髪はセミロングで左右に蝶結びの細いリボンがあり、瞳のない目とピラニアのような歯を剥き出しにした口が特徴。手足にはマネキン人形のような関節があり、白いワンピースを着ている。ステッキは大きなハサミのようなデザイン。
サークルカット・M
一瞬にして壁や人体を円状に切断する魔法少女。「ま…じ…か…る…」と喋る。攻撃範囲は直径1.8メートル。髪は長いツインテールで膝上までの靴下を履き、セーラー服に似た服装。ステッキは先端がファンシーな動物の顔のようになっているデザイン。
蓮の胴体の一部を切断して殺害し、夜華と美羽を襲おうとした直後に倫太郎に叩きのめされ行動不能にされた挙げ句、ステッキを強奪されてしまう。
ティンバー・M
植物を操る魔法少女。何重にも書かれたフキダシと丸い文字で「マジカルー」と喋る。髪はセミロングで一つに纏め、閉じた右目と口元の3本線が特徴。頭に小さなシルクハットをかぶり、黒いマントを纏っている。ステッキは右肩に乗せた小さなシルクハットを被り、網タイツを履いたつぎはぎの人形で、人形の口から吐き出す巨大な樹木で攻撃を仕掛ける。
レイザー・M
ステッキからレーザー光線を放ち、対象物を高温で焼く魔法少女。たどたどしく「まじかる」と喋る。長身でパンク風ファッションを着飾り、頭に大きなリボンをつけている。ステッキは先端部にドクロがついたデザイン。病院内で貴衣を襲おうとするが、黒服の仮面に倒された。

#### 最終章にて登場した亜種魔法少女
地割れを起こす魔法少女
セーラー服を着た水兵のような姿をしており、「まじかるー∞」と喋る。棘の付いた竹馬のステッキに乗った状態でジャンプし、着地した地点から、相手に向かって地割れを起こす。
体液を噴出させる魔法少女
イカリングのような髪型に単眼でスクール水着を着ており、四つ葉のクローバーのような吹き出しで「ま　じ　か　る－」と喋る。ステッキであるマシンガンから乱射される光弾に当たると、首から上の穴の部分（目・耳・鼻・口）から大量の体液を噴き出してしまう。
接触した者を切断する魔法少女
バイク型のステッキに乗り、接触した者を切断する。黒い長髪で目と口が◆の形をしており、「まじかるー◆」と喋る。
物を石化する魔法少女
ろくろ首のように首を長く伸ばし、チャイナ服を着ている。フキダシを4つ使って「ま」「じ」「か」「る」と喋る。口の中にある光線銃のようなステッキで対象を石化させ、その場で崩してしまう。
電撃を発射する魔法少女
白と黒のチェック柄のドレスを着ており、白髪と黒髪の2つの頭を持つ。白い吹き出しと黒い吹き出しでそれぞれ「まじ」「かる」と喋る。飛行能力を有し、組み合わせるとハート型になる2本のステッキを組み合わせて、空から電撃を落とす。
豆を撒いて人間を殺害する魔法少女
かぼちゃパンツを穿いた小鬼のような姿で、「まずかるー」と喋る。袋状のステッキから豆を散弾銃のように撒き散らし、人間を殺していく。
津波を引き起こす魔法少女
見た目は両頬に星マークがあるアフロヘアーのピエロのような頭部で、長い舌を出しており、「まっじっかっるぅうううん」と叫ぶ。水の中に潜み、下水程度の小さな流れでも増幅して巨大な津波を引き起こすことができる。ステッキは不明。下水道を通じて逃亡をしていた楓とみきに襲いかかり、リブと交戦。その後の描写はないが、リブに倒された模様。
影と同化して対象を一刀両断する魔法少女
3つの頭を持ち、影と同化してステッキである両腕の大きな鎌で、対象を真っ二つに一刀両断する。下水道から脱出したみきを殺害し、楓に襲いかかるが、その直後津波を引き起こす魔法少女を倒して下水道から脱出したリブに倒された。

##### 20年後の世界に出現した亜種魔法少女
人間を渦状にする魔法少女
猫目で短い髪をツインテールにした小柄な容姿で、「ま、じ、か、るー。」と喋る。
一般的な魔法少女のイメージに近いデザインのステッキから「キラキラ」という効果音と共に光線のような物を出し、人間を渦状に丸めてしまう。
人体を引き裂く魔法少女
一般的な魔女の帽子を被り、ビキニを付けている。先端部に三日月がついたデザインのステッキで人体を引き裂いて殺害する。
人間をエビフライに変える魔法少女
ツインテールでコックのような姿をしている。両手に包丁と棘がついたフライパンのステッキを持っており、人間をエビフライ（尻尾の部分が首になり、それ以外は衣）に変えてしまう。
ハリケーンで人間をバラバラにする魔法少女
頭にリボンを付けており、ハリケーンを起こして人間を巻き込み、バラバラにしてしまう。ステッキは不明。
人間をボールにする魔法少女
大きな丸い目で、鉢巻きをしており、「ラン」と名札のついた体操服にブルマを穿いている。スモーラージ・Mとは異なり、初めから巨大な体躯で、「まっじかるー!!」と叫ぶ。リレーのバトンのようなステッキで人間を叩き、ボールにしてしまう。
その巨体で街の人々を襲うが、みかのの魔法でステッキごと爆破され、さらに忍の追撃を受けて上半身を完全に失い、倒されてしまう。
上空から光線を乱射する魔法少女
ゴスロリ風の衣装で、口を大きく開けており、背中に扇子の骨組みのようなものがある。ステッキは自らを包む球体状のバリアで、電撃を発射する魔法少女と同じく飛行能力を有し、空から光線を乱射していく。

## 用語
魔法少女・オブ・ジ・エンド計画
パラサイト・Mが語った魔法少女たちが動く計画。別名「まじかるパニック 」。
魔法少女たちはこの計画を円滑に進め、「感動のフィナーレを迎える」ために作られた物であるうえ、彼女たちはことの真相を話そうとすると「あの人」に殺されるという。そしてこの計画は「ゲーム」と認識されており、「ハッピーエンドを迎える」ことが目的で、「貴衣とつくねを結ばせるためだけ」に用意された大惨事だった。
魔法少女が出現しない世界
「つくねの死によって魔法少女が生み出されなかった世界」、「魔法少女襲来の事実が消失した世界」。一種のパラレルワールド。作中で魔法少女襲来が起きたのは5月20日だが、「魔法少女が出現しない世界」では5月23日が過ぎている。その時の惨事で命を落とした者はその時の記憶を失っているが、貴衣や楓、倫太郎、誠一などといった一部の者たちはその時の惨事を覚えており、記憶と共に所持していた物まで、この世界に反映された。
混FUSION（コンフュージョン）
殿ヶ谷が開発した武具・イコンを亜種魔法少女に向けることによって、その亜種魔法少女と合体すること。使用者と亜種魔法少女と融合することにより、「半人魔法少女（マジカルハーフ）」と化す。
亜種魔法少女と融合すると、融合した亜種魔法少女の姿の一部が使用者に反映され、より強力な力を得られるが、身体にとてつもない負担がかかってしまう。
ヴァレリーベ
20年後の未来における世界的大企業製薬会社。代表取締役社長は白金宗。
表向きでは不治の病とされた病気の治療薬やウイルスのワクチン開発から、その全てに結果を残して世界に多大な影響と幸福を与え、中でもがんの新薬は世界中から注目を浴び、ヴァレリーベを大企業へと導いた。それゆえ、新薬開発によって人々の健康に貢献することを旨としているが、その裏では非合法な人体実験を繰り返し行っている企業で、ヴァレリーベの社員の1人でもある黒服の仮面（20年後の鞘野楓）は、社員の失踪や不審死から企業への疑念を抱いていた。
終焉黙示録（オブ・ジ・エンド・カタストロフ）
無六レイルが記した魔女の歴史や“13の魔法少女の子”について記された古代の文献。
文献によると“13の魔法少女の子”を時の祭壇（ときのさいだん）と呼ばれる場所へ集めると、宇宙の概念が覆されるという。
つくねはその最後の切れ端を所持していたが、貴衣を人質にした姫路と真壁に脅迫され、自身が昔描いていた魔法少女の絵が入った箱と一緒に差し出した。
悪魔
人類を裏で統治・支配していたとされる存在。
悪魔祓人（エクソシスト）
100をも越える教団。無六レイルと忍の母親もその団員の一人。
悪魔の力を分散させて封印しようと考え、悪魔と契りを交わした一人の女性団員は悪魔の力を宿した赤子を産み落とした直後に命を落とすが、未来永劫女しか産まれないように娘の遺伝子に細工を施した。
零世界（ゼロせかい）
姫路から儀式の主導権を奪った黒呂木零によって再創生された世界。
一見すると争いもなく、負の力へと導く感情全てを失った人々が平和に暮らす世界だが、その実態は黒呂木に監視・支配され、全ての人間が黒呂木そのものという世界であり、時空の狭間へ逃げ込んだ貴衣達6人を除く全次元の人類は滅び、魔法少女も存在しない。
しかし、姫路が儀式のために人工的に貴衣とつくねの子供を生み出したせいで儀式に必要とされるパワーが足りなかったために空に小さな裂け目が生じ、その裂け目をみかのが爆発させ、魔法少女の力を覚醒させた現代のつくねの魔法と貴衣の犠牲によって零世界は消滅した。

## 書誌情報
- 佐藤健太郎 『魔法少女・オブ・ジ・エンド』 秋田書店〈少年チャンピオン・コミックス〉、全16巻
  1. 2013年1月8日発売 ISBN 978-4-253-22026-2【表紙：エクスプロド・M（マジカル）】
  2. 2013年4月8日発売 ISBN 978-4-253-22027-9【表紙：パラサイト・M】
  3. 2013年7月8日発売 ISBN 978-4-253-22028-6【表紙：アトラクション・M&レパルション・M】
  4. 2013年12月6日発売 ISBN 978-4-253-22029-3【表紙：リビングデッド・M】
  5. 2014年3月7日発売 ISBN 978-4-253-22030-9【表紙：パペットマスター】
  6. 2014年9月8日発売 ISBN 978-4-253-22031-6【表紙：ハナちゃん&穴井美羽】
  7. 2014年12月8日発売 ISBN 978-4-253-22032-3【表紙：魔女（無六エリス）】
  8. 2015年3月6日発売 ISBN 978-4-253-22033-0【表紙：姫路 弥】
  9. 2015年7月8日発売 ISBN 978-4-253-22034-7【表紙：（第一の）姫路 弥】
  10. 2015年11月6日発売 ISBN 978-4-253-22035-4【表紙：悪魔（白金 忍）】
  11. 2016年4月8日発売 ISBN 978-4-253-22037-8【表紙：真壁 敬人】
  12. 2016年7月8日発売 ISBN 978-4-253-22038-5【表紙：リブ&ハナちゃん&ロロ&ココ&ハコ】
  13. 2016年12月8日発売 ISBN 978-4-253-22039-2【表紙：悪魔祓人（無六レイル）】
  14. 2017年3月8日発売 ISBN 978-4-253-22040-8【表紙：悪魔】
  15. 2017年7月7日発売 ISBN 978-4-253-22041-5【表紙：児上貴衣（20年後）&姫路弥&芥倫太郎】
  16. 2017年9月8日発売 ISBN 978-4-253-22042-2【表紙：児上貴衣&福本つくね】